# Дачная улица (Петергоф)
Да́чная у́лица — улица в городе Петергофе Петродворцового района Санкт-Петербурга. Проходит от улицы Первого Мая на юг.
Первоначально носила название Соколо́вская улица. Топоним появился в начале XX века и происходит от фамилии домовладельца. Тогда улица проходила от улицы Первого Мая до Ботанической.
В 1920-х годах Соколовскую улицу переименовали в Дачную в ряду других примеров одновременной замены дореволюционных названий улиц в этой части Петергофа на абстрактные (см. также Лесная улица, Кооперативная улица, улица Первого Мая).
В начале 1980-х годов участок возле Ботанической улицы вошел в состав территории Института молекулярной биологии (Ботаническая улица, 17). Проектом планировки предполагается, что длина улицы сократится ещё ради строительства «объекта социального обеспечения». Зато Дачную улицу планируется соединить переулком с Лесной улицей.